# Gemäldegalerie der Akademie der bildenden Künste Wien
Die Gemäldegalerie der Akademie der bildenden Künste Wien ist ein Kunstmuseum in Wien.

## Geschichte
Der Grundstock der Sammlung wurde im 18. Jahrhundert mit den jährlich prämierten Preisstücken und Aufnahmewerken der Mitglieder der Akademie der bildenden Künste Wien gebildet. 1822 hinterließ Anton Franz von Lamberg-Sprinzenstein (1740–1822) seine berühmte Gemäldesammlung der Akademie. Seit 1877 befindet sich die Gemäldegalerie im von Theophil von Hansen für die Kunstakademie errichteten Gebäude am Schillerplatz.
Leiter
- 1922–1945: Robert Eigenberger
- 1945–1947 Margarethe Poch-Kalous (kommissarisch)
- 1947–1957: Ludwig Münz
- 1957–1974: Margarethe Poch-Kalous
- Heribert Hutter
- Renate Trnek
- April 2016 bis Juni 2020: Julia M. Nauhaus[1]
- ab 2022: Sabine Folie[2]

## Bestand
Die Gemäldegalerie umfasst rund 1600 Gemälde von der frühen italienischen Tafelmalerei des 14. und 15. Jahrhunderts bis zu Malerei im Umkreis der Akademie aus dem 18. und frühen 19. Jahrhundert. Es befinden sich darunter das Weltgerichtstriptychon von Hieronymus Bosch, sowie Werke von Lucas Cranach, Rembrandt van Rijn, Peter Paul Rubens, Tizian, Bartolomé Esteban Murillo und Giovanni Antonio Guardi.

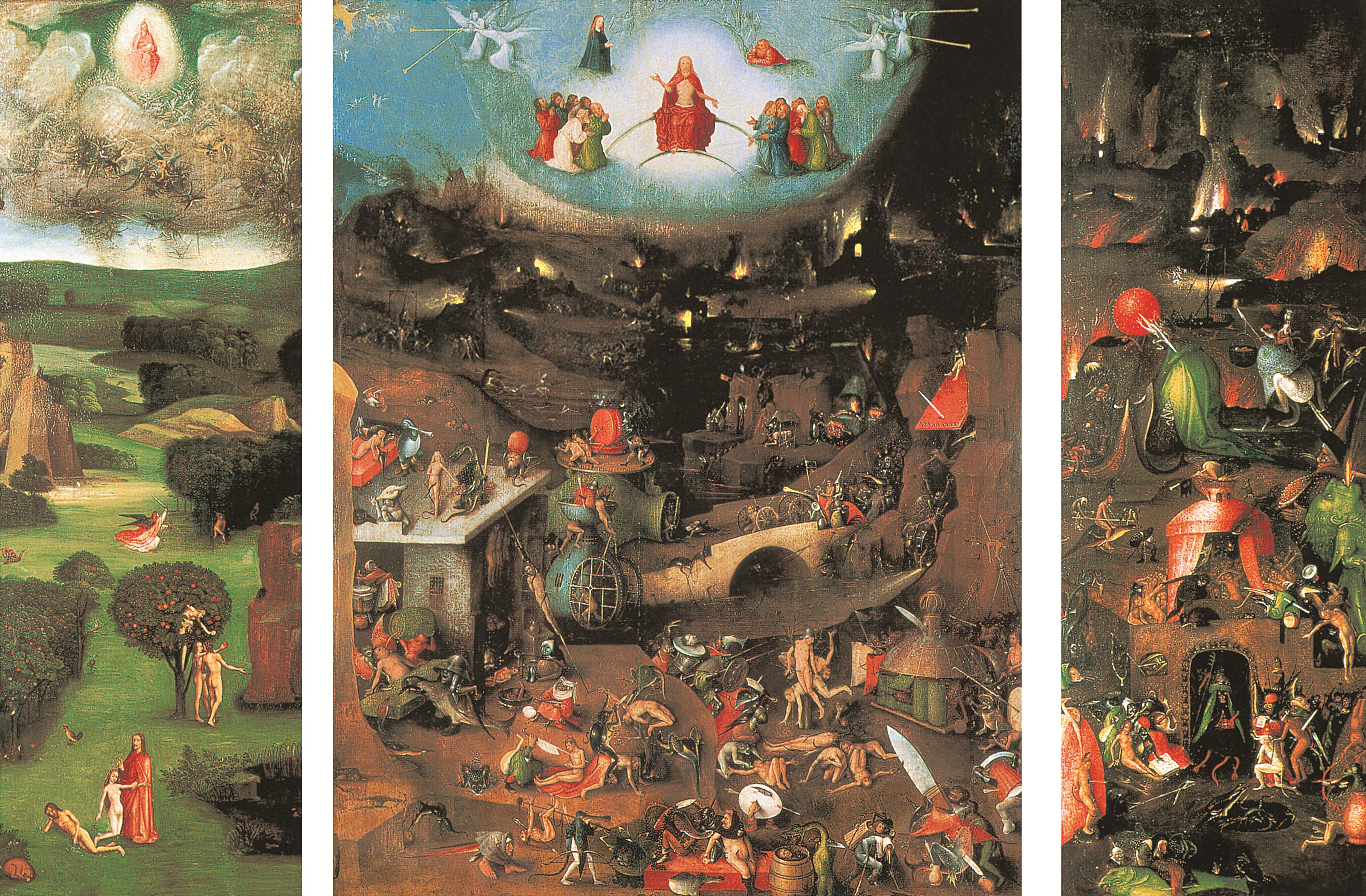
Weltgerichtstryptychon, Hieronymus Bosch
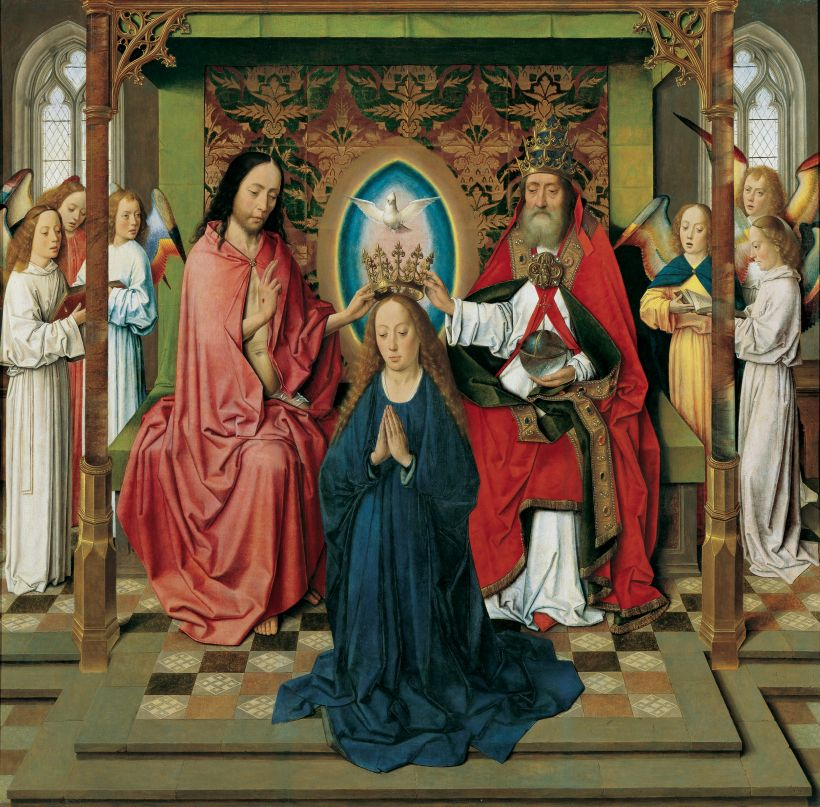
Marienkrönung, Dierick Bouts um 1450
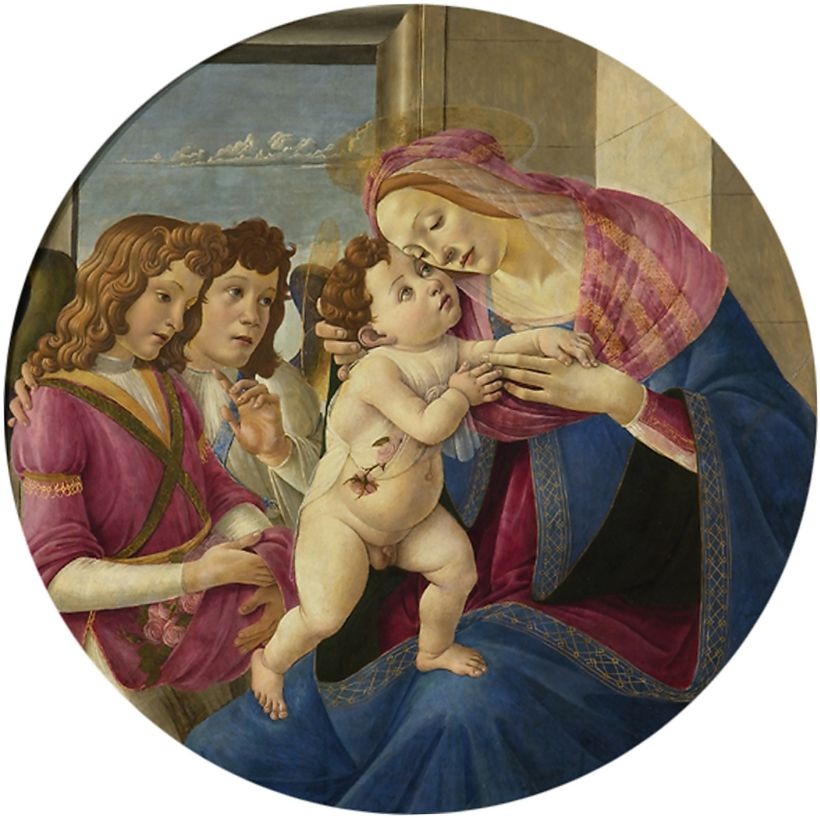
Madonna mit Kind und zwei Engeln, Sandro Botticelli um 1490
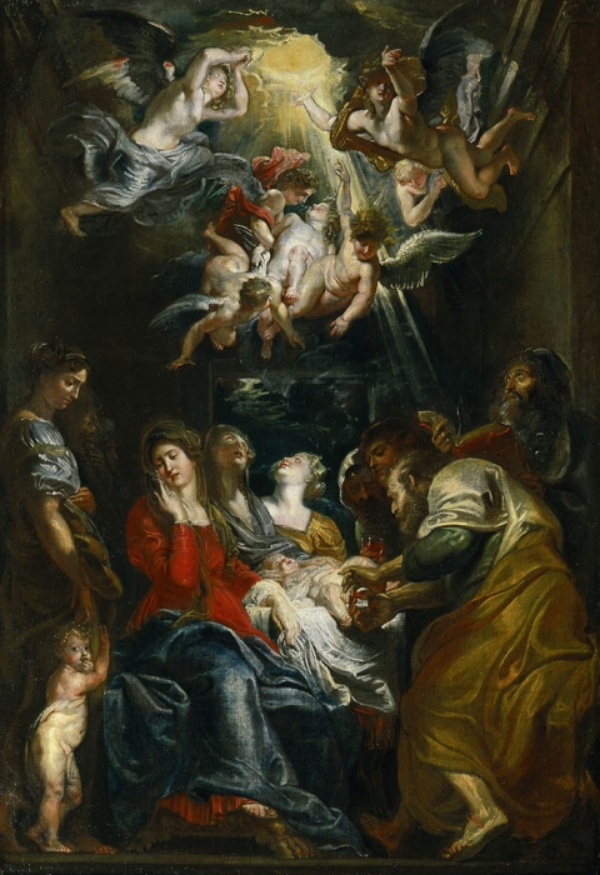
Die Beschneidung Christi, Peter Paul Rubens 1605
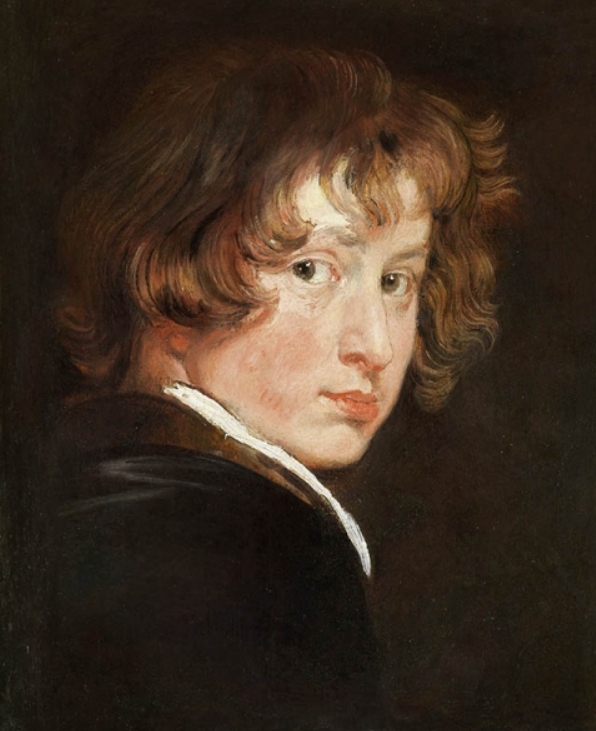
Jugendliches Selbstporträt, Anthonis van Dyck um 1615